# 1X
1X era un navegador web propietario desarrollado por Science Traveller International para la plataforma Microsoft Windows. Se distribuye como shareware y el precio de la licencia de software es de 16,50 dólares.

## Características

### Características ausentes
Estás características presentes actualmente en navegadores populares no aparecieron en 1X.
- No implementa navegación por pestañas.
- No hay soporte para Javascript.
- No hay soporte para hojas de estilo en cascada.
- No hay soporte para Unicode.

### Características distintivas
- Drag'n'Drop Snippets: Guardar fragmentos del texto de una página web, simulando un anotador dentro del propio programa. Funciones similares aparecen en Opera e Internet Explorer para Mac.
- Send mail: Un cliente de correo electrónico integrado que solo permite el envío.
- Paste HTML: Crear un documento con el texto que se encuentra en el portapapeles.
- Web Page Analysis: Mostrar la lista de encabezados HTTP que devuelve un servidor web.
- Save page: Opción de impresión para reducir el tamaño del texto.
- Soporte para el protocolo finger.

## Requerimientos
Aunque no hay relación entre el motor de renderizado de 1X e Internet Explorer, este navegador requiere una versión de Windows igual o posterior a Windows 95 OSR2. Esto se debe que ciertos controles ActiveX requeridos por este programa se incluyen con Internet Explorer 3.0 —versión incluida de fábrica en Windows 95 OSR2. La solución para versiones anteriores de Windows 95 y primeras versiones de Windows NT 4.0 es que el propio usuario instale Internet Explorer 3.